# Happy Holidays
Happy Holidays är ett julalbum från 2014 av Magnus Carlsson.

## Låtlista
1. Chestnuts Roasting on an Open Fire (The Christmas Song)
2. The Man With The Bag
3. Snow Song
4. This Christmas Night
5. Mary, Did You Know?
6. Christmas Auld Lang Syne
7. Let There Be Light
8. O Holy Night (Cantique de Noël)
9. Home
10. White Christmas
11. Happy Holidays Medley
12. O Helga Natt (Cantique de Noël, bonus)

## Listplaceringar
| Lista (2014) | Topplacering |
| ------------ | ------------ |
| Sverige      | 10           |

### Fotnoter
1. ↑  ”Happy Holidays”. Svensk mediedatabas. 6 mars 2014. http://smdb.kb.se/catalog/id/003542852. Läst 10 december 2014.
2. ↑  ”Happy Holidays”. Ginza musik. 6 mars 2014. Arkiverad från originalet den 2 december 2014. https://web.archive.org/web/20141202062520/http://www.ginza.se/product/carlsson-magnus/happy-holidays-2014/40006/. Läst 10 december 2014.
3. ↑  ”Happy Holidays”. Swedishcharts. 6 mars 2014. http://swedishcharts.com/showitem.asp?interpret=Magnus+Carlsson&titel=Happy+Holidays&cat=a. Läst 19 december 2014.